# Pleomothra
Pleomothra is een geslacht van kreeftachtigen uit de klasse van de Remipedia (ladderkreeftjes).

## Soorten
- Pleomothra apletocheles Yager, 1989
- Pleomothra fragilis Koenemann, Ziegler, Iliffe, 2008